# Діана Вейкер
Діана Мері Хелен Форд Вейкер (англ. Diana Mary Helen Weicker; нар. 26 травня 1989, Кентвілл, Нова Шотландія) — канадська борчиня вільного стилю, бронзова призерка чемпіонату світу, чемпіонка та дворазова бронзова призерка Панамериканських чемпіонатів, бронзова призерка чемпіонату Співдружності, чемпіонка Ігор Співдружності.

## Життєпис
Боротьбою почала займатися з 2005 року.
Виступає за борцівський клуб Університету Брока. Тренер — Марті Кальдер.
Вейкер є матір'ю двох хлопчиків, працює неповний робочий день у вихідні та вечори в зареєстрованою медсестрою у відділенні педіатрії в лікарні Сент-Кетерінса, Онтаріо.

## Спортивні результати на міжнародних змаганнях

### Виступи на Чемпіонатах світу
| Змагання                        | Збірна | Вагова категорія          | Місце  |
| ------------------------------- | ------ | ------------------------- | ------ |
| Чемпіонат світу з боротьби 2017 | Канада | жіноча боротьба, до 55 кг | 12     |
| Чемпіонат світу з боротьби 2018 | Канада | жіноча боротьба, до 53 кг | Бронза |
| Чемпіонат світу з боротьби 2019 | Канада | жіноча боротьба, до 53 кг | 18     |

### Виступи на Панамериканських чемпіонатах
| Змагання                                   | Збірна | Вагова категорія          | Місце  |
| ------------------------------------------ | ------ | ------------------------- | ------ |
| Панамериканський чемпіонат з боротьби 2019 | Канада | жіноча боротьба, до 53 кг | Бронза |
| Панамериканський чемпіонат з боротьби 2023 | Канада | жіноча боротьба, до 55 кг | Золото |
| Панамериканський чемпіонат з боротьби 2024 | Канада | жіноча боротьба, до 55 кг | Бронза |

### Виступи на Кубках світу
| Змагання                    | Збірна | Вагова категорія | Місце |
| --------------------------- | ------ | ---------------- | ----- |
| Кубок світу з боротьби 2018 | Канада | команда          | 5     |

### Виступи на Чемпіонатах Співдружності
| Змагання                                | Збірна | Вагова категорія          | Місце  |
| --------------------------------------- | ------ | ------------------------- | ------ |
| Чемпіонат Співдружності з боротьби 2009 | Канада | жіноча боротьба, до 51 кг | Бронза |

### Виступи на Іграх Співдружності
| Змагання                | Збірна | Вагова категорія          | Місце  |
| ----------------------- | ------ | ------------------------- | ------ |
| Ігри Співдружності 2018 | Канада | жіноча боротьба, до 53 кг | Золото |

### Виступи на Універсіадах
| Змагання               | Збірна | Вагова категорія          | Місце |
| ---------------------- | ------ | ------------------------- | ----- |
| Літня Універсіада 2013 | Канада | жіноча боротьба, до 51 кг | 9     |

### Виступи на інших змаганнях
| Змагання                                         | Збірна | Вагова категорія                 | Місце  |
| ------------------------------------------------ | ------ | -------------------------------- | ------ |
| Гран-прі Німеччини з боротьби 2009               | Канада | жіноча боротьба, до 51 кг        | 24     |
| Austrian Ladies Open 2010                        | Канада | жіноча боротьба, до 51 кг        | Бронза |
| Відкритий міжнародний турнір «Sunkist Kids» 2010 | Канада | жіноча боротьба, до 51 кг        | Золото |
| Міжнародний меморіал Дейва Шульца 2011           | Канада | жіноча боротьба, до 51 кг        | 5      |
| Відкритий міжнародний турнір «Sunkist Kids» 2011 | Канада | жіноча боротьба, до 51 кг        | Бронза |
| Меморіал Іона Корнеану 2012                      | Канада | жіноча боротьба, до 51 кг        | Золото |
| Кубок Канади з боротьби 2017                     | Канада | жіноча боротьба, до 55 кг        | Золото |
| Київський Міжнародний турнір з боротьби 2018     | Канада | жіноча боротьба, до 53 кг        | 8      |
| Кубок Канади з боротьби 2018                     | Канада | жіноча боротьба, до 53 кг        | Срібло |
| Гран-прі Іспанії з боротьби 2018                 | Канада | жіноча боротьба, до 53 кг        | 14     |
| Відкритий чемпіонат Польщі з боротьби 2018       | Канада | жіноча боротьба, до 53 кг        | 5      |
| Klippan Lady Open 2019                           | Канада | жіноча боротьба, до 55 кг        | Бронза |
| Гран-прі Німеччини з боротьби 2019               | Канада | жіноча боротьба, до 53 кг        | Золото |
| Grapple at the Garden 2019                       | Канада | Multiple Style Event, до LF53 кг | Срібло |
| Турнір міста Сассарі з боротьби 2019             | Канада | жіноча боротьба, до 53 кг        | Бронза |
| Турнір Яшара Догу 2019                           | Канада | жіноча боротьба, до 53 кг        | 10     |
| Київський Міжнародний турнір з боротьби 2021     | Канада | жіноча боротьба, до 53 кг        | 7      |
| Меморіал Маттео Пелліконе 2021                   | Канада | жіноча боротьба, до 53 кг        | Срібло |
| Кубок Канади з боротьби 2022                     | Канада | жіноча боротьба, до 62 кг        | Золото |
| Гран-прі Іспанії з боротьби 2022                 | Канада | жіноча боротьба, до 55 кг        | Золото |
| Турнір Зухає Сгає 2022                           | Канада | жіноча боротьба, до 59 кг        | 4      |
| Відкритий чемпіонат Загреба з боротьби 2023      | Канада | жіноча боротьба, до 53 кг        | 5      |
| Klippan Lady Open 2023                           | Канада | жіноча боротьба, до 55 кг        | Золото |
| Меморіал Імре Поляка та Яноша Варги 2023         | Канада | жіноча боротьба, до 53 кг        | Бронза |
| Міжнародний меморіал Білла Фаррелла 2023         | Канада | жіноча боротьба, до 53 кг        | Бронза |

### Виступи на змаганнях молодших вікових груп
| Змагання                                                 | Збірна | Вагова категорія          | Місце  |
| -------------------------------------------------------- | ------ | ------------------------- | ------ |
| Панамериканський чемпіонат з боротьби серед юніорів 2007 | Канада | жіноча боротьба, до 51 кг | Бронза |
| Панамериканський чемпіонат з боротьби серед юніорів 2008 | Канада | жіноча боротьба, до 51 кг | Бронза |
| Чемпіонат світу з боротьби серед юніорів 2009            | Канада | жіноча боротьба, до 51 кг | 9      |